# SV Germania Mittweida
Maillots
Le SV Germania Mittweida fut un club sportif allemand localisé dans la ville de Mittweida dans la Saxe.

## Histoire
Le club fut fondé le 16 mai 1897 sous l’appellation FC Germania Mittweida. Le club joua son premier match, le 11 mai 1899 en étant battu par le  Mittweidaer BC (2-3).
Le club évolua dans les ligues de la Verbandes Mitteldeutscher Ballspiel-Vereine (VMBV).
En 1944, le cercle forma une association sportive de guerre (en Allemand: Kreigspielgemeischaft – KSG) avec le Mittweidaer BC pour jouer sous le nom de KSG Mittweida. Le club devait prendre part à la Gauliga Sachsen pour la saison 1944-1945, mais l’évolution de la Seconde Guerre mondiale ne permit pas le déroulement normal des compétitions.
En 1945, le club fut dissous par les Alliés, comme tous les clubs et associations allemands (voir Directive n°23). 
La ville de Mittweida et la Saxe se retrouvèrent en zone soviétique puis en RDA à partir de 1949.
Le Germania fut reconstitué sous l’appellation SG Mittweida (il est possible et même probable que l’ancien  Mittweidaer BC fut repris dans cette reconstitution). Le club eut alors l’existence des entités sportives d’Allemagne de l’Est et changea de structure et de noms selon les humeurs des dirigeants communistes.
Le club joua dans le championnat de Chemnitz et y obtint la 4e place. Cela lui permit d’accéder à la Landesklasse pour 1949.
En 1952, le cercle fut renommé BSG Einheit Mittweida et devint un des fondateurs de la Bezirksliga Karl-Marx-Stadt, une ligue de niveau 3 de la Deutscher Fussball Verband (DFV), la fédération est-allemande. Le BSG Einheit Mittweida ne dépassa jamais ce niveau et resta dans lez ligues inférieures est-allemandes.
Après la réunification allemande, en 1990, le club redevint un organisme civile. Il fut restructuré et reprit son appellation historique de SV Germania Mittweida. Il évolue depuis dans les ligues inférieures de la DFB